# Die Chroniken von Narnia: Prinz Kaspian von Narnia
Die Chroniken von Narnia: Prinz Kaspian von Narnia ist eine Verfilmung des Romans Prinz Kaspian von Narnia aus der Fantasy-Reihe Die Chroniken von Narnia von C. S. Lewis. Es handelt sich dabei um den zweiten von aktuell drei durch Walden Media verfilmten Teilen.
Der Vorgänger ist Die Chroniken von Narnia: Der König von Narnia aus dem Jahr 2005, der Nachfolger ist Die Chroniken von Narnia: Die Reise auf der Morgenröte. Regie führte wie beim ersten Teil der neuseeländische Regisseur Andrew Adamson.
Die Weltpremiere des Films fand am 7. Mai 2008 im New Yorker Ziegfeld Theatre statt.
In Deutschland und Österreich war der Film seit dem 31. Juli 2008 in den Kinos zu sehen.

## Handlung
Mitten in der Nacht wird auf einem Schloss in Narnia ein Kind geboren. Es ist der Sohn des Regenten Miraz, welcher über das Volk der Telmarer herrscht, solange Kronprinz Kaspian noch jung ist. Sofort schickt Miraz einige Soldaten zu Prinz Kaspian, um diesen töten zu lassen und sich selbst und seiner Familie den Thron zu sichern. Der junge Mann wird jedoch von seinem Lehrer Doktor Cornelius gewarnt und fortgeschickt. Auf der Flucht in den Wald trifft er einige Narnianen, welche die Telmarer eigentlich für schon ausgestorben bzw. für Fabelwesen halten. Doch die Soldaten von Miraz sind Kaspian auf den Fersen und greifen ihn an. In seiner Not bläst Kaspian in sein Horn, welches ihm Cornelius kurz vor seinem Aufbruch gab und das Hilfe herbeiruft. Der Sage nach gehörte es einst im goldenen Zeitalter Narnias Königin Susan (Susan Pevensie).
Zur gleichen Zeit in England im Jahre 1941: Ein Jahr ist vergangen, seit das erste Abenteuer der Pevensie-Geschwister unfreiwillig endete. Die Kinder sind mitten im Alltag, einzig Peter ist sein Leben in England leid, da der junge Hochkönig nun wieder wie ein Kind behandelt wird. Auf dem Weg in die Schule, in einer U-Bahn-Station, werden sie plötzlich von einem magischen Wind erfasst. Die graue Welt um sie herum löst sich auf, und sie finden sich an einem Strand in Narnia wieder. Die Freude der Geschwister ist indes nur von kurzer Dauer, als sie die Ruinen eines nahegelegenen Schlosses entdecken: Die Überreste von Cair Paravel machen den Kindern klar, wie viel Zeit in Narnia vergangen sein muss (es sind ca. 1.300 Jahre). In der verborgenen Schatzkammer des Schlosses finden sie ihre Waffen wieder und so machen sie sich auf herauszufinden, was während ihrer Abwesenheit geschehen ist.
Währenddessen wird Miraz vom Rat seines Volkes unter Druck gesetzt. Insbesondere Lord Sopespian will nicht glauben, dass Kaspians Verschwinden zufällig ist. Miraz präsentiert dem Rat den gefangenen Zwerg Trumpkin und erfindet die Ausrede, der Kronprinz sei von Narnianen entführt worden. Miraz schickt zwei Soldaten aus, den Zwerg ins Meer zu werfen, doch wird dieser in letzter Sekunde von den Pevensie-Geschwistern gerettet.
Unterdessen wacht Kaspian im Bau von Trüffeljäger, einem freundlichen, sprechenden Dachs, auf. Er will fliehen, erkennt jedoch das Horn und wird sich seiner Verantwortung bewusst. So macht er sich mit dem Dachs und dem mürrischen Zwerg Nikabrick auf den Weg zu den restlichen Narnianen. Bei einer abendlichen Versammlung begegnen diese ihm zunächst mit Hass und Ablehnung. Kaspian erweist sich aber als geschickter Redner und kann sie überzeugen, dass nur unter seiner Herrschaft Frieden herrschen könne.
Lucy sieht während ihres Fußmarsches Aslan, wird jedoch von den anderen nicht ernst genommen. Da sich der mächtige Löwe 1.300 Jahre nicht mehr gezeigt hat, haben auch die Narnianen ihre Hoffnung und ihr Vertrauen in ihn verloren. In derselben Nacht trifft Lucy wieder auf Aslan und spricht mit ihm, doch am Morgen stellt sich auch dies nur als ein Traum heraus. Wenig später treffen die vier auf Kaspian und sein Gefolge und verbünden sich mit ihm und den Narnianen. Im geheimen Stützpunkt der Narnianen angekommen, schmieden sie einen Plan, um das Schloss von Miraz anzugreifen: Zuerst verschaffen sich Kaspian und die drei älteren Pevensie-Kinder mithilfe von fliegenden Vogelgreifen Zutritt in das Schloss und öffnen von innen das Tor. Kaspian erfährt von seinem Lehrer, dass sein Vater, König Kaspian IX, von Miraz heimtückisch getötet wurde. Kaspian sinnt auf Rache und stürmt in den Schlafraum seines Onkels. Diesem gelingt die Flucht, wobei die Schlossbesatzung gewarnt wird und den Angriff der Narnianen erwartet. Die Telmarer-Soldaten sind ohnedies waffentechnisch und zahlenmäßig überlegen, und so ziehen sich die Narnianen zurück, wobei sie starke Verluste hinnehmen müssen.
Wieder im Stützpunkt angekommen, bricht wegen des verlustreichen Angriffs ein Streit zwischen Kaspian und Peter aus, die sich gegenseitig der Niederlage beschuldigen. Währenddessen wird Miraz zum König gekrönt und die Brücke über den Fluss von Beruna fertiggestellt, so dass die Soldaten nun den Stützpunkt der Narnianen angreifen können. Da sich die Situation immer weiter zuspitzt, will der Zwerg Nikabrick die weiße Hexe Jadis heraufbeschwören, wird aber von den Pevensie-Kindern aufgehalten und von Trumpkin getötet. Immer noch sind sie der Armee Miraz' an Zahl unterlegen. Um Zeit zu gewinnen, überbringt Edmund eine Aufforderung zum Zweikampf von Peter an Miraz. Miraz muss sein Gesicht vor seinem Volk wahren und kann die Herausforderung nicht ausschlagen.
Es kommt zum Zweikampf zwischen den beiden Königen Peter und Miraz, während Lucy und Susan sich auf den Weg machen, um Aslan zu finden. Peter und Miraz kämpfen erbittert gegeneinander und können dem jeweils anderen einige Wunden zufügen. Dann beschließen sie eine kurze Pause. Zur gleichen Zeit werden Susan und Lucy im Wald von Miraz' Soldaten verfolgt. Susan bleibt zurück, um sie aufzuhalten und schickt Lucy allein weiter. Sie schafft es, alle Soldaten mit jeweils einem Pfeil niederzustrecken. Doch ein Soldat schlägt ihr den Bogen aus der Hand. Gerade noch rechtzeitig taucht Kaspian auf und rettet sie. Die beiden reiten zurück, um Peter zu unterstützen. Inzwischen geht der Kampf weiter und Peter gewinnt die Oberhand, er kann Miraz auf die Knie zwingen, will jedoch Kaspian den Todesstoß überlassen. Dieser tötet seinen Onkel letztlich nicht, denn er hat erkannt, dass er sich als guter König nicht auf eine Stufe mit Miraz stellen will. Nach dem Ende des Kampfes eilt Lord Sopespian dem verwundeten Miraz scheinbar zu Hilfe, doch während er Miraz stützt, ersticht er ihn mit einem von Susans Pfeilen. Sopespian stellt die Situation als „Verrat“ dar und behauptet, den Pfeil hätten die Narnianen aus dem Hinterhalt auf den König abgeschossen. Daraufhin beginnt die Schlacht zwischen Narnianen und den Telmarern.
Durch einen Hinterhalt schaffen es die Narnianen, die Telmarer zu umzingeln; diese sind jedoch immer noch zu zahlreich, und die Narnianen setzen zum Rückzug an. Während die Schlacht tobt, schafft es Lucy, Aslan zu finden und dieser erweckt die Bäume wieder zum Leben und schickt sie den Narnianen zu Hilfe, die die Entscheidung bringen und die Telmarer in die Flucht schlagen. Sie fliehen zum Fluss zurück, wo Aslan sie schon erwartet. Mithilfe eines herbeigerufenen Flussgeistes wird die Brücke zerstört und die Telmarer werden besiegt. Lord Sopespian selbst fällt dem Flussgeist zum Opfer.
Zurück auf dem Schloss, Sitz des neu gekrönten Königs Kaspian, erklärt Aslan den Telmarern, dass sie willkommen sind, aber auch wie die Pevensie-Kinder in eine andere Welt zurückkehren und neu anfangen können, da sie Nachfahren von Menschen, genauer Piraten, sind, die vor langer Zeit auf einer Insel strandeten und durch eines der magischen Tore den Zutritt zu Narnia fanden.
Die vier Kinder entschließen sich zum Abschied, wobei es für Peter und Susan ein endgültiger Abschied ist, weil sie nun zu alt sind und nicht mehr zurückkehren können. Zum Schluss küssen sich Susan und Kaspian (nach einigen offensichtlichen Flirtsituationen) und dann verabschieden sich die vier Kinder schweren Herzens und landen wieder in der eigenen Welt.

## Unterschiede zum Buch
Zwischen der Handlung in der Buchvorlage und der des Films bestehen einige größere Unterschiede, was möglicherweise ein Grund dafür ist, dass dem Film ein flacher und vorhersehbarer Handlungsstrang zugeschrieben wird. Im Gegensatz zur ersten Verfilmung, die relativ authentisch zur Vorlage ist, sind in diesem Film nur die Personen und das grobe Geschehen beachtet worden. Das sind die wichtigsten Unterschiede:
- Im Buch wird Prinz Kaspian als ein Junge mit goldenen Haaren beschrieben.[5] Im Film aber ist er ein junger Mann und hat dunkles Haar.
- Der Film beginnt mit der Geburt des neuen Thronfolgers, die Kinder in England treten erst nach dem Blasen des Hornes auf. Das Buch beginnt mit den Kindern, die nicht wissen, warum sie nach Narnia gekommen sind, und erst später erfahren, dass das Horn sie gerufen hat. Der Leser tappt wie die Kinder im Dunkeln und erfährt von Prinz Kaspian (genau wie die Kinder) durch die Erzählung des Zwerges Trumpkin.
- Der Einbruch in Miraz' Schloss kommt überhaupt nicht vor, stattdessen verlieren die Narnianen ohne die Hilfe der alten Könige eine Schlacht auf freiem Feld.
- Prinz Kaspian bläst das Horn im Film schon auf seiner Flucht, im Buch erst nach eben jener verlorenen Schlacht.
- Trumpkin wurde nicht gefangen genommen, als er seinen Unterschlupf verteidigte, sondern als man ihn nach Cair Paravel schickte, um die dort vermuteten Könige und Königinnen abzuholen.
- Der Grund, warum Edmund und nicht Peter gegen Trumpkin kämpft, ist im Film nicht aufgeführt. Im Buch wussten die Brüder nicht, wie stark der Zwerg ist. Hätte Trumpkin gewonnen, so hätten die Kinder weniger Ansehen verloren als bei einer Niederlage Peters. Edmunds Sieg war gleich eine doppelte Lehre für ihn. Außerdem findet im Buch noch ein Wettschießen zwischen Susan und Trumpkin statt, welches Susan gewinnt. Nachdem Lucy Trumpkin noch eine Wunde heilt, ist dieser endlich davon überzeugt, die Könige der alten Zeiten gefunden zu haben.
- Auf der Special Edition der DVD befindet sich eine zusätzliche Szene, in der Kaspian und Susan das im Buch genannte Wettschießen veranstalten. Obwohl Kaspian mit einer Armbrust schießt, gewinnt Susan, anstatt auf Äpfel schießen sie auf Tannenzapfen.
- Miraz nannte sich vom Anfang des Buches an König, im Film wird er später gekrönt.
- Während Miraz' Krönung rufen im Hintergrund die Lords, dass Beruna, Galma, Tashbaan und Ettinsmoor dem König ihre Truppen zur Verfügung stellen. Dies ist falsch. Beruna ist im Buch eine narnianische Stadt bei der Berunabrücke, im Film wird sie weggelassen, nur die Brücke wird gebaut. Galma war vor sowie nach der Herrschaft Miraz' und seiner Vorväter genau wie Terebinthia eine mit Narnia befreundete Insel. Da die Telmarer Angst vor dem Wasser hatten, ist es schwer zu glauben, dass Galma Miraz Truppen zur Verfügung stellte. Tashbaan ist die Hauptstadt Kalormens, Narnias ärgster Feinde. Ettinsmoor ist ein Landstrich des wilden Nordens, in dem nur dumme Riesen leben. Außerdem gilt im Riesenschloss Harfang Menschenfleisch als Delikatesse, so dass die Telmarer diesen Landstrich mit Sicherheit nicht betreten hätten.
- Peter und Edmund treffen auf Prinz Kaspian, als Nikabrik gerade die Weiße Hexe beschwören will. Die Mädchen lernen Kaspian erst später kennen.
- Im Buch verspricht Peter sogleich, er wolle Kaspian den Thron nicht nehmen, sondern ihn für ihn beschaffen. Im Film herrscht bis kurz vor Schluss eine spürbare Rivalität zwischen den Jungen.
- Im Buch wird Miraz von Lord Glozell erstochen, im Film ist dieser sein General und treuester Mann. Miraz wird von Lord Sopespian getötet.
- Susan führt im Film die Bogenschützen an. Im Buch kämpfen die Mädchen (genau wie im König von Narnia) überhaupt nicht.
- Während die Narnianen kämpfen, ziehen Aslan, Susan, Lucy sowie der Weingott Bacchus und seine Mänaden durch Beruna und sammeln mehr Anhänger um sich.
- Anders als im Film kehren die Narnianen nach ihrem Sieg nie zu Miraz' Schloss zurück. Nach der Schlacht gibt Aslan ein Fest auf der Wiese, später baut Kaspian Cair Paravel wieder auf.
- Die Liebesgeschichte zwischen Kaspian und Susan existiert in der Buchvorlage nicht.
- Susans Einwand im Film, mit ihr und Kaspian hätte es sowieso nicht geklappt, da sie 1300 Jahre älter sei, kann als Running Gag verstanden werden, da Kaspian in der Reise auf der Morgenröte die Tochter eines Sternes heiratet, die ebenfalls mehrere hundert Jahre älter ist als er.
- Die Charaktere von Peter und Susan wurden im Film sehr verändert. Peter ist in keinem der Bücher so draufgängerisch dargestellt, z. B. prügelt er sich nicht. Susan ist in allen Büchern sehr ängstlich. Im Vergleich zu ihr ist Lucy viel tapferer, was im Film nicht zu erkennen ist.

## Hintergrundinformationen

### Zahlen und Fakten
- Im Kostüm-Department arbeiteten 70 Mitglieder, die 1.042 unterschiedliche Kleidungsstücke produzierten. Für König Miraz und seine Lords sowie die Armee der Telmaren wurden insgesamt 3722 einzelne Objekte hergestellt, dazu zählten Helme, Masken, Stiefel und Handschuhe. Für ein Kettenhemd der Telmarer wurden 2184 Nieten verwendet; für alle Kettenhemden zusammen wurden an die 850.000 Nieten benötigt.
- Das Team, bestehend aus Schauspielern und Filmcrew, setzte sich aus Bürgern von 15 Nationen zusammen, darunter auch der gebürtige Deutsche Karl Walter Lindenlaub, der als Chef-Kameramann verpflichtet wurde. Auch waren Kanadier, Polen, Slowenen, Mexikaner und Italiener im Projekt involviert.
- Zum Waffenarsenal, das Richard Taylors Weta Workshop produzierte, zählten 200 Lanzen, 200 Degen, 100 Schwerter, 250 Schilde und 150 Armbrüste.
- Das Schloss von König Miraz, das in den Filmstudios Barrandov in Prag gebaut wurde, war das größte Set, das der Produktions-Designer des Films, Roger Ford, in seiner über 40 Jahre währenden Karriere je errichten ließ. Um die 6000 Quadratmeter zu errichten, benötigte ein Team von 200 Handwerkern 15 Wochen Aufbauzeit. – Die Architektur des Schlosses ist laut Ford an Schloss Pierrefonds bei Paris angelehnt. Eine Drehgenehmigung dort wurde dem Filmteam jedoch nicht gestattet.
- Ein weiteres Set, das im Film vorkommt, ist eine Brücke, deren Konstruktion einen Monat in Anspruch nahm, und für die 20 Ingenieure konsultiert werden mussten. Sie entstand bei Bovec in Slowenien und soll an Gaius Iulius Caesars Rheinbrücke erinnern.[6]
- Eine der Hebammen zu Beginn des Films wird von Alina Phelan dargestellt, die in Der König von Narnia bereits eine Kentaur-Bogenschützin verkörpert hat. Phelan ist laut ihrer eigenen Angabe auf dem Audiokommentar auf den DVDs die Schwester von Regisseur Andrew Adamson.
- Die Schauspieler Skandar Keynes, Pierfrancesco Favino und Sergio Castellitto haben bereits 2003 in einem Film gemeinsam vor der Kamera gestanden. In Ferrari, der Filmbiografie Enzo Ferraris, hat Castellitto den erwachsenen Enzo Ferrari verkörpert, Keynes den jungen Automobilkonstrukteur. Favino war im selben Film in einer Nebenrolle zu sehen.
- Eine weitere historische Parallele ist, dass für fast sämtliche Rüstungen und Waffen der Telmarer diejenigen der spanischen Conquistadoren als Vorbild dienen. Das ist an den Helmen zu erkennen, die – bis auf die Verzierungen – vollständig den Vorlagen entsprechen. Die telmarischen Schwerter entsprechen – aufgrund der Parierbügel und-Ringe – den Übergangsschwertern, bevor der Degen deren Platz einnahm. Die Säbel ähneln dem Krummschwert Falchion. Für die telmarischen Masken nahm man wahrscheinlich die der Samurai als Vorbild, allerdings sind die Masken der Telmarer silbern und wie grimmige bärtige Gesichter geformt, um beim Gegner Angst zu erzeugen.

### Drehorte und Soundtrack
- Der Film wurde an Schauplätzen in Neuseeland, Tschechien, Slowenien und Polen gedreht. Innenaufnahmen entstanden so unter anderem in den Filmstudios Barrandov in Prag und den Henderson Valley Studios in Auckland.[7]

- Der Song zum Film wurde im Auftrag von Walt Disney Pictures und Walden Media von der US-amerikanischen Rockband Switchfoot beigesteuert. Es handelt sich dabei um eine Rockballade mit dem Titel This is Home. Ein Musikvideo wurde am 7. Mai 2008 veröffentlicht. Für das Album wurden neben This is Home auch Songs von anderen Interpreten, wie Regina Spektor, Oren Lavie und Hanne Hukkelberg produziert.[8]

### Finanzen
Die Produktionskosten des Films beliefen sich auf 200 und 225 Millionen US-Dollar. Wie Box Office bekannt gab, startete der Film am 16. Mai 2008 mit einem Erlös von 19,3 Millionen US-Dollar. Am Eröffnungswochenende wurde der Film 8.400-mal in 3.929 US-amerikanischen Kinos gezeigt, und spielte somit 56,6 Millionen US-Dollar ein. Gleichzeitig nahm der Film damit Platz 1 der Kinocharts ein. Das Ziel der Produzenten, die 80 Millionen US-Dollar Einnahmen des ersten Teils zu erreichen, wurde damit nicht erreicht. Allgemein ist der Film nicht so erfolgreich wie sein Vorgänger, da er allein in den USA weniger als die Hälfte der Summe von Teil eins eingespielt hat. So hatte der Film ein weltweites Einspielergebnis von rund 420 Mio. US-Dollar.

## Deutsche Synchronsprecher
Die Synchronsprecher für die deutsche Fassung waren:
| Rolle                                   | Schauspieler                    | Synchronsprecher         |
| Hauptdarsteller                         | Hauptdarsteller                 | Hauptdarsteller          |
| --------------------------------------- | ------------------------------- | ------------------------ |
| Prinz Kaspian X.                        | Ben Barnes                      | Hubertus von Lerchenfeld |
| Lucy Pevensie                           | Georgie Henley                  | Leslie-Vanessa Lill      |
| Edmund Pevensie                         | Skandar Keynes                  | Tobias John von Freyend  |
| Peter Pevensie                          | William Moseley                 | Johannes Wolko           |
| Susan Pevensie                          | Anna Popplewell                 | Marieke Oeffinger        |
| Erste Begegnungen Kaspians              |                                 |                          |
| Trumpkin (Zwerg)                        | Peter Dinklage                  | Christoph Jablonka       |
| Nikabrik (Zwerg)                        | Warwick Davis                   | Gudo Hoegel              |
| Trüffeljäger (Dachs)                    | Ken Stott (Stimme)              | Hans-Georg Panczak       |
| Riepischiep (Maus)                      | Eddie Izzard (Stimme)           | Axel Malzacher           |
| Weitere Narnianen                       |                                 |                          |
| Glenstorm (Zentaur)                     | Cornell John                    | Torsten Michaelis        |
| Pattertwig (Eichhörnchen)               | Harry Gregson-Williams (Stimme) | Benedikt Weber           |
| Miraz´ Hausstand                        |                                 |                          |
| König Miraz                             | Sergio Castellito               | Holger Schwiers          |
| General Glozelle                        | Pierfrancesco Favino            | Michael Lott             |
| Doktor Cornelius                        | Vincent Grass                   | Ulf J. Söhmisch          |
| Telmarische Lords                       |                                 |                          |
| Sopespian                               | Damián Alcázar                  | Andreas Borcherding      |
| Scythley                                | Simón Andreu                    | Erich Ludwig             |
| Donnon                                  | Pedrag Bjelac                   | Manfred Trilling         |
| Übernatürliche Wesen aus der alten Zeit |                                 |                          |
| Aslan (Löwe)                            | Liam Neeson (Stimme)            | Thomas Fritsch           |
| Weiße Hexe Jadis                        | Tilda Swinton                   | Carin C. Tietze          |

AnmerkungIm ersten Teil wurde Lucy Pevensie von Marie-Christin König synchronisiert.

## Auszeichnungen
- 2008: Teen Choice Award: Bester Action/Abenteuerfilm
- 2009: Teen Choice Award: Bester Action/Abenteuerfilm

### Nominierungen
- 2008: MTV Movie Award: Bester unveröffentlichter Sommerfilm
- 2008: Teen Choice Award: Bester männlicher Newcomer – Ben Barnes
- 2008: National Movie Awards: Bester Familienfilm
- 2008: National Movie Awards: Bester männlicher Hauptdarsteller – Ben Barnes

Die Deutsche Film- und Medienbewertung (FBW) zeichnete den Film mit dem Prädikat „wertvoll“ aus.

## DVD-Veröffentlichung
Prinz Kaspian von Narnia ist seit dem 4. Dezember 2008 im deutschsprachigen Raum (Deutschland, Österreich) auch im Fachhandel sowohl auf DVD aber auch auf Blu-ray Disc zu bekommen. Neben einer Single-Disc gibt es wie bereits erwartet eine Doppel-DVD, mit zusätzlich Bonusmaterial, Easter Eggs, und einem Audiokommentar der Hauptdarsteller und des Regisseurs. Auch sind geschnittene Szenen zu sehen. In der Schweiz wurde die DVD/Blu-ray Disc bereits im November veröffentlicht.

## Kritiken
- Der Spiegel bezeichnet den Film als langweilig und schreibt der Film müffelt nach religiöser Mission. Außerdem wird bemängelt, dass in Narnia gehorcht und gedient, aber nie nachgefragt wird. Das ist ideologisch fragwürdig, vor allem aber äußerst unspannend. Die konsequente Abwesenheit eines freien Willens in der Phantasiewelt macht das ebenso missionarische wie martialische Märchen besonders unangenehm.[16]
- Die Zeit schreibt, „Der Film Prinz Kaspian von Narnia“ sei „seiner dreifachen Aufgabe nicht gewachsen, zugleich familientaugliche Unterhaltung, religiöse Erbauung und politische Metaphorik für die ausgehende Bush-Ära und ihr Weltbild zu sein. Das Kindlich-Naive, das Düster-Brutale und das Christlich-Reaktionäre brechen auseinander.“ Und „Gerade der zweite Teil verdient sich das Prädikat Kriegskitsch; er beschreibt nicht zuletzt die Produktion von Kindersoldaten in einem heiligen Krieg.“[17]
- Die Rheinische Post schreibt, dass die Dramaturgie auf unangenehme Weise simpler als im ersten Teil ist. Außerdem scheut der Film nun vollends keine philosophischen Stolpersteine mehr. Der Krieg scheint ein Geschenk Gottes, dank dessen echte Helden reifen dürfen.[18]
- Die Welt findet ebenfalls, dass der Film im Vergleich zum ersten Teil weit abfällt, was auch an der schlechten Vorlage von C. S. Lewis liegt. Der zweite Teil sei brutaler geworden, um die Zielgruppe auf sämtliche Christen zwischen sieben und 107 zu erweitern.[19]
- Variety: …a bit darker, more conventional and more crisply made than its 2005 predecessor (…ein wenig dunkler, konventioneller und knapper gestaltet als sein Vorgänger aus dem Jahr 2005.)[20]
- MSNBC: …it’s an exhilarating adventure piece. (…es ist ein erheiterndes Stück Abenteuer)[21]
- USA Today: …is better made and more of an epic than 2005’s first installment of Chronicles of Narnia. … Though the movie could have ended a few scenes earlier, it is still a journey well worth taking. (…er ist besser gemacht und hat mehr von einem Epos, als der erste Film der Chroniken von Narnia von 2005 …Obwohl der Film einige Szenen früher hätte enden können, lohnt sich die Reise.)[22]